# Rimou
Rimou település Franciaországban, Ille-et-Vilaine megyében. Lakosainak száma 350 fő (2022. január 1.). Rimou Bazouges-la-Pérouse, Romazy, Saint-Rémy-du-Plain, Sens-de-Bretagne és Val-Couesnon községekkel határos.

## Népesség
A település népessége az elmúlt években az alábbi módon változott:
| Lakosok száma | 447  | 386  | 351  | 345  | 341  | 335  | 336  | 345  | 347  | 350  |
|               | 1968 | 1982 | 1990 | 2006 | 2013 | 2015 | 2017 | 2019 | 2020 | 2022 |